# Armadillidium torchiai
Armadillidium torchiai là một loài chân đều trong họ Armadillidiidae. Loài này được Taiti & Ferrara miêu tả khoa học năm 1996.